# Ingo Wolf (Basketballspieler)
Ingo Wolf (* 11. Februar 1965 in Berlin) ist ein ehemaliger deutscher Basketballspieler.

## Laufbahn
Wolf betrieb als Jugendlicher die Sportarten Fußball, Handball und Karate. Mit 16 Jahren begann er beim DBC Berlin mit dem Basketballsport.
Der 2,10 Meter große Innenspieler gehörte zur Mannschaft des Zweitligisten BG Zehlendorf, spielte dann in den Vereinigten Staaten am College of Eastern Utah und von 1988 bis 1990 für die Hochschulmannschaft der Florida Atlantic University. Im Spieljahr 1988/89 gelangen ihm 22 Blocks, das war gemeinsam mit seinem Mannschaftskameraden Ray Schultz in dieser Saison die höchste Anzahl im Aufgebot von Florida Atlantic. In der Saison 1989/90 verbuchte er den Reboundshöchstwert innerhalb der Mannschaft (7,7 je Begegnung), auch mit seinen 39 geblockten gegnerischen Würfen lag er in dieser Spielzeit mannschaftsintern an erster Stelle.
In der Schlussphase der Saison 1989/90 wechselte er aus Florida zu Steiner Bayreuth in die Basketball-Bundesliga. Mit den Oberfranken erreichte Wolf die Endspielserie um die deutsche Meisterschaft, dort musste man sich Bayer Leverkusen geschlagen geben. Er spielte in der Saison 1990/91 ebenso für Bayreuth, unter anderem auch im Europapokal. Später stand Wolf in Diensten von Alba Berlin (1991/92), der BG Ludwigsburg (1992/93) und kam mit beiden Vereinen zu weiteren Einsätzen in europäischen Vereinswettbewerben. Danach spielte er ab 1993 für den Zweitligisten Oldenburger TB und später in derselben Liga für Forbo Paderborn.
Wolf gründete 1997 ein Beratungs- und Vermittlungsunternehmen für Basketballspieler und -trainer. Zu den bekannten Spielern und Trainern, die betreute beziehungsweise betreut gehören Chris Ensminger, Sebastian Machowski, Mithat Demirel, Danilo Barthel, Johannes Voigtmann und Lukas Wank. Von 1999 bis April 2003 war Wolf als Manager des SSV Einheit Weißenfels beziehungsweise dessen Nachfolgemannschaft Mitteldeutscher BC tätig. 2003 kam es zur Trennung, da zwischen Wolf und dem MBC-Geschäftsführer Uneinigkeit über die Besetzung des Traineramtes bestand.